# Кедровиці (Поморське воєводство)
Кедровиці (пол. Kiedrowice) — село в Польщі, у гміні Ліпниця Битівського повіту Поморського воєводства.
Населення — 228 осіб (2011).
У 1975-1998 роках село належало до Слупського воєводства.

## Демографія
Демографічна структура станом на 31 березня 2011 року:
|          | Загалом | Допрацездатний вік | Працездатний вік | Постпрацездатний вік |
| -------- | ------- | ------------------ | ---------------- | -------------------- |
| Чоловіки | 112     | 22                 | 74               | 16                   |
| Жінки    | 116     | 24                 | 72               | 20                   |
| Разом    | 228     | 46                 | 146              | 36                   |